# Список дипломатичних місій Республіки Китай

Мапа держав та територій, в якиї є чи колись були тайванські дипломатичні представництва:
Республіка Китай (Тайвань)
Посольство
Неофіційне представництво
Акредитована до представництва в іншій країні
Було офіційне представництво у минулому
Було неофіційне представництво у минулому

Нижче наведено список дипломатичних місій Республіки Китай (Тайваню), який містить 112 діючих дипломатичних представництва, станом на грудень 2021 року. Через те, що Китайська Народна Республіка дотримується «політики одного Китаю» і примушує до цього інші країни, держави світу можуть мати дипломатичні стосунки або з материковою КНР, або з Тайванем, і найчастіше обирають перше. Лише в 14 країнах світу є офіційні дипломатичні представництва Республіки Китай: 14 посольств та 2 консульства. Це робить Республіку Китай однією з небагатьох країн, які мають посольства в усіх країнах, з якими у них встановлено дипломатичні відносини.
Попри ці перешкоди, 58 країн світу підтримують відносини з Тайванем на неофіційному рівні. Крім того, Тайвань має неформальні відносини з Сомалілендом, який не визнає жодна інші держава, включно із КНР. Щоб бути представленим в цих країнах, Тайвань має 92 напівофіційних представницьких офісів, які виконують ті функції, які зазвичай виконують посольства та консульства. Керівники цих представницьких офісів призначаються Міністерством закордонних справ Республіки Китай, що робить їх де-факто посольствами. Через тиск зі сторони КНР, в назві більшості з цих офісів не фігурує офіційна назва країни «Республіка Китай», ні її неофіційна назва «Тайвань». Натомість використовується назва столиці Республіки Китай, міста Тайбей. Останнім часом, цей підхід почав змінюватись: в 2021 році в Литві відкрилося представництво, в назві якого є слово «Тайвань» (і що спричинило дипломатичний скандал), про подібні плани також заявляє і Словенія.
У Республіки Китай є також постійні представництва при Європейському Союзі та при Світовій організації торгівлі. В СОТ Республіка Китай присутня під назвою «Окремі митні території Тайваню, Пеньгу, Кіммену та Мацу».
Республіка Китай також відкрила неофіційні представництва у двох китайських особливих адміністративних районах, містах Гонконг та Макао, де є тайбейські економічно-культурні офісі, які виконують функції подібні до тих, які виконують консульства. Крім того, в рамках механізму запровадженого в 2010 році, уряд Республіки Китай прямо представлений у переговорах з адміністрацією Гонконгу організацією, яка називається Тайвансько-Гонконгська рада економічної та культурної співпраці. Аналогічна організація, яка представляє Гонконг, є і в Тайвані. Також Республіка Китай підтримує неофіційні дипломатичні контакти із Китайською Народною Республікою через «Straits Exchange Foundation».

## Діючі дипломатичні представництва
Країни, які мають дипломатичні відносини з Республікою Китай
| Країна                       | Місто               | Тип місії               | Рік відкриття | Примітки |
| ---------------------------- | ------------------- | ----------------------- | ------------- | --- |
| Австралія                    | Канберра            | Посольство (де-факто)   | 1988          | |
| Австралія                    | Брисбен             | Консульство (де-факто)  | 2005          | |
| Австралія                    | Мельбурн            | Консульство (де-факто)  | 1979          | |
| Австралія                    | Сідней              | Консульство (де-факто)  | 1979          | |
| Австрія                      | Відень              | Посольство (де-факто)   | 1972          | Також акредитоване в: Словенія, Хорватія |
| Аргентина                    | Буенос-Айрес        | Посольство (де-факто)   | 1972          | |
| Бахрейн                      | Манама              | Посольство (де-факто)   | 1977          | |
| Беліз                        | Беліз               | Посольство              | 1989          | |
| Бельгія                      | Брюссель            | Посольство (де-факто)   | 1976          | Також представляє країну при Європейському Союзі Також акредитоване в: ДР Конго, Республіка Конго, Люксембург                                                                                    |
| Бразилія                     | Бразиліа            | Посольство (де-факто)   | 1992          | |
| Бразилія                     | Сан-Паулу           | Консульство (де-факто)  | 1975          | |
| Бруней                       | Бандар-Сері-Бегаван | Посольство (де-факто)   | 1978          | Було закрите в 2006—2007 роках |
| Ватикан                      | Рим                 | Посольство              | 1943          | Було засноване як представництво, перетворене на посольство в 1959. Фізично знаходиться в Римі (при цьому Італія не визнає Ватикан).                                                             |
| Велика Британія              | Лондон              | Посольство (де-факто)   | 1974          | |
| Велика Британія              | Единбург            | Консульство (де-факто)  | 1998          | |
| В'єтнам                      | Ханой               | Посольство (де-факто)   | 1992          | Також акредитоване в: Лаос |
| В'єтнам                      | Хошимін             | Консульство (де-факто)  | 1992          | Також акредитоване в: Камбоджа |
| Гаїті                        | Порт-о-Пренс        | Посольство              | 1960          | Було засноване як представництво, перетворене на консульство в 1965 |
| Гватемала                    | Гватемала           | Посольство              | 1935          | Було засноване як консульство, перетворене на представництво в 1954, потім на посольство в 1960 Також акредитоване в: Домініканська Республіка                                                   |
| Гондурас                     | Тегусігальпа        | Посольство              | 1957          | Було засноване як представництво, перетворене на консульство в 1962, потім на посольство 1965 |
| Гондурас                     | Сан-Педро-Сула      | Генеральне консульство  | 1997          | |
| Греція                       | Афіни               | Посольство (де-факто)   | 1973          | Також акредитоване в: Болгарія, Кіпр |
| Данія                        | Копенгаген          | Посольство (де-факто)   | 1973          | |
| Еквадор                      | Кіто                | Посольство (де-факто)   | 1977          | |
| Есватіні                     | Мбабане             | Посольство              | 1968          | Також акредитоване в: Мозамбік |
| Ізраїль                      | Тель-Авів           | Посольство (де-факто)   | 1993          | |
| Індія                        | Нью-Делі            | Посольство (де-факто)   | 1995          | Також акредитоване в: Бангладеш, Бутан, Непал |
| Індія                        | Ченнаї              | Консульство (де-факто)  | 2012          | Також акредитоване в: Мальдіви, Шрі-Ланка |
| Індонезія                    | Джакарта            | Посольство (де-факто)   | 1971          | Також акредитоване в: Східний Тимор |
| Індонезія                    | Сурабая             | Консульство (де-факто)  | 2015          | |
| Ірландія                     | Дублін              | Посольство (де-факто)   | 1988          | |
| Іспанія                      | Мадрид              | Посольство (де-факто)   | 1973          | |
| Італія                       | Рим                 | Посольство (де-факто)   | 1990          | |
| Йорданія                     | Амман               | Посольство (де-факто)   | 1977          | Також акредитоване в: Єгипет, Ірак, Ліван, Лівія, Сирія |
| Канада                       | Оттава              | Посольство (де-факто)   | 1993          | Від'єдналась від представництва в Торонто |
| Канада                       | Ванкувер            | Консульство (де-факто)  | 1991          | |
| Канада                       | Торонто             | Консульство (де-факто)  | 1991          | |
| КНР                          | Гонконг             | Консульство (де-факто)  | 1966          | |
| КНР                          | Макао               | Консульство (де-факто)  |               | |
| Колумбія                     | Богота              | Посольство (де-факто)   | 1969          | |
| Кувейт                       | Ель-Кувейт          | Посольство (де-факто)   | 1986          | |
| Латвія                       | Рига                | Посольство (де-факто)   | 1997          | Також акредитоване в: Естонія |
| Литва                        | Вільнюс             | Посольство (де-факто)   | 2021          | |
| Малайзія                     | Куала-Лумпур        | Посольство (де-факто)   | 1974          | |
| Маршаллові Острови           | Маджуро             | Посольство              | 1998          | Також акредитоване в: Федеративні Штати Мікронезії |
| Мексика                      | Мехіко              | Посольство (де-факто)   | 1989          | |
| Монголія                     | Улан-Батор          | Посольство (де-факто)   | 2002          | |
| М'янма                       | Янгон               | Посольство (де-факто)   | 2016          | |
| Науру                        | Айво                | Посольство              | 1980          | Було засноване як генеральне консульство, перетворене на посольство в 1990 Було закрите в 2002—2005                                                                                              |
| Нігерія                      | Лагос               | Посольство (де-факто)   | 1991          | Також акредитоване в: Бенін, Гамбія, Гана, Камерун, Ліберія, Сьєрра-Леоне Розташовувалося в місті Абуджа в 2001—2018                                                                             |
| Нідерланди                   | Гаага               | Посольство (де-факто)   | 1979          | |
| Німеччина                    | Берлін              | Посольство (де-факто)   | 1981          | |
| Німеччина                    | Гамбург             | Консульство (де-факто)  |               | |
| Німеччина                    | Мюнхен              | Консульство (де-факто)  | 1988          | |
| Німеччина                    | Франкфурт-на-Майні  | Консульство (де-факто)  | 1980          | |
| Нова Зеландія                | Веллінгтон          | Посольство (де-факто)   | 1991          | Також акредитоване в: Ніуе |
| Нова Зеландія                | Окленд              | Консульство (де-факто)  | 1973          | |
| ОАЕ                          | Дубай               | Консульство (де-факто)  | 1979          | Також акредитоване в: Іран |
| Оман                         | Маскат              | Посольство (де-факто)   | 1977          | |
| Палау                        | Корор               | Посольство              | 1999          | |
| Папуа Нова Гвінея            | Порт-Морсбі         | Посольство (де-факто)   | 1990          | Також акредитоване в: Соломонові Острови |
| ПАР                          | Преторія            | Посольство (де-факто)   | 1998          | Також акредитоване в: Ангола, Ботсвана, Бурунді, Еритрея, Замбія, Зімбабве, Кенія, Коморські Острови, Лесото, Ліберія, Маврикій, Мадагаскар, Малаві, Руанда, Сомалі, Сейшельські Острови, Уганда |
| ПАР                          | Кейптаун            | Консульство (де-факто)  | 1998          | Також акредитоване в: Намібія |
| Парагвай                     | Асунсьйон           | Посольство              | 1959          | |
| Парагвай                     | Сьюдад-дель-Есте    | Генеральне консульство  | 1988          | |
| Перу                         | Ліма                | Посольство (де-факто)   | 1978          | |
| Південна Корея               | Сеул                | Посольство (де-факто)   | 1993          | |
| Південна Корея               | Пусан               | Консульство (де-факто)  | 2004          | |
| Польща                       | Варшава             | Посольство (де-факто)   | 1992          | Також акредитоване в: Україна |
| Португалія                   | Лісабон             | Посольство (де-факто)   | 1992          | Також акредитоване в: Гвінея-Бісау, Кабо-Верде |
| Росія                        | Москва              | Посольство (де-факто)   | 1993          | Також акредитоване в: Грузія, Киргизстан |
| Саудівська Аравія            | Ер-Ріяд             | Посольство (де-факто)   | 1990          | Також акредитоване в: Афганістан, Джибуті, Ефіопія, Ємен, Катар, Пакистан |
| Сент-Вінсент і Гренадини     | Кінгстаун           | Посольство              | 1983          | Також акредитоване в: Гаяна, Суринам |
| Сент-Кіттс і Невіс           | Бастер              | Посольство              | 1984          | Також акредитоване в: Ангілья, Антигуа і Барбуда, Британські Віргінські Острови, Кайманові Острови, Мартиніка, Монтсеррат, Сен-Бартелемі, Сен-Мартен, Ямайка                                     |
| Сент-Люсія                   | Грос-Айлет          | Посольство              | 2007          | |
| Сінгапур                     | Сінгапур            | Посольство (де-факто)   | 1969          | Також акредитоване в: Північна Корея |
| Словаччина                   | Братислава          | Посольство (де-факто)   | 2003          | |
| Сомаліленд                   | Харгейса            | Посольство (де-факто)   | 2020          | |
| США                          | Вашингтон           | Посольство (де-факто)   | 1979          | |
| США                          | Атланта             | Консульство (де-факто)  |               | |
| США                          | Бостон              | Консульство (де-факто)  | 1982          | |
| США                          | Гонолулу            | Консульство (де-факто)  | 1979          | Також акредитоване в: Американське Самоа |
| США                          | Денвер              | Консульство (де-факто)  | 2015          | Переїхало з Канзас-Сіті, де було першопочатково засноване в 1985 |
| США                          | Лос-Анджелес        | Консульство (де-факто)  |               | |
| США                          | Маямі               | Консульство (де-факто)  | 1988          | Також акредитоване в: Багамські Острови, Американські Віргінські Острови, Пуерто-Рико |
| США                          | Нью-Йорк            | Консульство (де-факто)  |               | |
| США                          | Сан-Франциско       | Консульство (де-факто)  |               | |
| США                          | Сіетл               | Консульство (де-факто)  |               | |
| США                          | Х'юстон             | Консульство (де-факто)  |               | |
| США                          | Чикаго              | Консульство (де-факто)  | 1979          | |
| США                          | Хагатна             | Консульство (де-факто)} | 1991          | Було закрите в 2017—2020 Також акредитоване в: Північні Маріанські Острови |
| Таїланд                      | Бангкок             | Посольство (де-факто)   | 1980          | |
| Тувалу                       | Фунафуті            | Посольство              | 1998          | |
| Туреччина                    | Анкара              | Посольство (де-факто)   | 1989          | Також акредитоване в: Казахстан, Таджикистан, Туркменістан, Узбекистан |
| Угорщина                     | Будапешт            | Посольство (де-факто)   | 1990          | Також акредитоване в: Боснія і Герцеговина, Косово, Сербія, Чорногорія |
| Фіджі                        | Сува                | Посольство (де-факто)   | 1971          | Також акредитоване в: Вануату, Волліс і Футуна, Кірибаті, Нова Каледонія, Тонга, Французька Полінезія                                                                                            |
| Філіппіни                    | Маніла              | Посольство (де-факто)   | 1975          | |
| Фінляндія                    | Гельсінкі           | Посольство (де-факто)   | 1990          | |
| Франція                      | Париж               | Посольство (де-факто)   | 1972          | Також акредитоване в: Алжир, Буркіна-Фасо, Габон, Гвінея, Кот-д'Івуар, Лівія, Малі, Мавританія, Майотта, Марокко, Нігер, Сенегал, Того, Туніс, Центральноафриканська Республіка, Чад             |
| Франція                      | Екс-ан-Прованс      | Консульство (де-факто)  | 2020          | |
| Чехія                        | Прага               | Посольство (де-факто)   | 1991          | Було створене як представництво у Чехословаччині |
| Чилі                         | Сантьяго            | Посольство (де-факто)   | 1975          | |
| Швейцарія                    | Берн                | Посольство (де-факто)   | 1994          | Переїхало з Лозанни |
| Швейцарія                    | Женева              | Консульство (де-факто)  | 1997          | |
| Швеція                       | Стокгольм           | Посольство (де-факто)   | 1981          | |
| Японія                       | Токіо               | Посольство (де-факто)   | 1972          | |
| Японія                       | Йокогама            | Консульство (де-факто)  | 1972          | |
| Японія                       | Наха                | Консульство (де-факто)  | 1958          | |
| Японія                       | Осака               | Консульство (де-факто)  | 1972          | |
| Японія                       | Саппоро             | Консульство (де-факто)  | 2009          | |
| Японія                       | Фукуока             | Консульство (де-факто)  | 1972          | |
| Світова організація торгівлі | Женева              | Постійне представництво | 2002          | |

## Колишні дипломатичні представництва
Закриті через припинення офіційних відносин

     Закриті через припинення офіційних відносин, але продовжують працювати неофіційні представництва
| Країна                           | Місто         | Тип місії              | Рік відкриття | Рік закриття | Примітки |
| -------------------------------- | ------------- | ---------------------- | ------------- | ------------ | --- |
| Бангладеш                        | Дакка         | Посольство (де-факто)  | 2004          | 2009         | Повноваження віднесені до представництва в Індії |
| Білорусь                         | Мінськ        | Посольство (де-факто)  | 1996          | 2006         | Повноваження віднесені до представництва в Росії |
| Бенін                            | Котону        | Посольство             |               | 1965         | |
| Болівія                          | Ла-Пас        | Посольство (де-факто)  | 1990          | 2009         | |
| Ботсвана                         | Габороне      | Посольство             |               | 1974         | |
| Буркіна-Фасо                     | Уагадугу      | Посольство             |               | 2018         | |
| Камбоджа                         | Пномпень      | Військова місія        | 1972          | 1975         | |
| Камбоджа                         | Пномпень      | Посольство (де-факто)  | 1994          | 1997         | |
| Центральноафриканська Республіка | Бангі         | Посольство             |               | 1964         | |
| Колумбія                         | Богота        | Посольство             | 1947          | 1980         | Було засноване як представництво, перетворене на посольство в 1961 |
| Колумбія                         | Барранкілья   | Генеральне консульство | 1972          | 1980         | |
| Колумбія                         | Барранкілья   | Консульство (де-факто) | 1980          | 1991         | |
| Коста-Рика                       | Сан-Хосе      | Посольство             |               | 2007         | |
| Домініка                         | Розо          | Посольство             |               | 2004         | |
| Домініканська Республіка         | Санто-Домінго | Посольство             |               | 2018         | |
| Еквадор                          | Гуаякіль      | Консульство (де-факто) | 1974          | 1998         | |
| Сальвадор                        | Сан-Сальвадор | Посольство             |               | 2018         | |
| Габон                            | Лібревіль     | Посольство             |               | 1974         | |
| Гамбія                           | Бангі         | Посольство             |               | 1974         | |
| Гамбія                           | Бангі         | Посольство             | 1996          | 2013         | |
| Греція                           | Афіни         | Посольство             | 1929          | 1972         | Було засноване як представництво, перетворене на посольство в 1947 |
| Японія                           | Тайхоку       | Генеральне консульство | 1930          | 1945         | Генеральне консульство працювало в період, коли уряд Гоміндану розташовувався на материку, а острів Тайвань належав Японії                                                       |
| Кірибаті                         | Баїрикі       | Посольство             | 2004          | 2019         | |
| Латвія                           | Рига          | Генеральне консульство | 1992          | 1994         | |
| Ліберія                          | Монровія      | Посольство             | 1957          | 2003         | Було засноване як представництво, перетворене на посольство в 1960 |
| Лівія                            | Триполі       | Посольство (де-факто)  | 1980          | 1997         | Закрито під тиском КНР |
| Лівія                            | Триполі       | Посольство (де-факто)  | 2008          | 2011         | Закрито через початок Першої громадянської війни у Лівії |
| Люксембург                       | Люксембург    | Посольство (де-факто)  | 1975          | 2002         | Повноваження віднесені до представництва в Бельгії |
| Північна Македонія               | Скоп'є        | Посольство             | 1999          | 2001         | |
| Монако                           | Макао         | Посольство (де-факто)  | 1945          | 1966         | Спеціальна комісія |
| Мадагаскар                       | Антананаріву  | Посольство             | 1960          | 1972         | До оголошення незалежності Мадагаскару було генеральним консульством |
| Малаві                           | Лілонгве      | Посольство             |               | 2008         | |
| Малайзія                         | Куала-Лумпур  | Генеральне-консульство | 1964          | 1974         | |
| Нікарагуа                        | Манагуа       | Посольство             | 1930          | 2021         | Започатковане як генеральне консульство, перетворене на представництво в 1955, потім в посольство в 1965, закрите через припинення дипломатичних відносин в 1985—1990 та з 2021. |
| Нігер                            | Ніамей        | Посольство             |               | 1974         | |
| Нігерія                          | Абуджа        | Посольство (де-факто)  | 2001          | 2018         | Переїхало до міста Лагос |
| Норвегія                         | Осло          | Посольство (де-факто)  | 1980          | 2017         | Повноваження віднесені до представництва в Швеції |
| Панама                           | Панама        | Посольство             |               | 2017         | |
| Панама                           | Колон         | Генеральне консульство |               | 2009         | |
| Руанда                           | Кігалі        | Посольство             |               | 1972         | |
| Перу                             | Ліма          | Посольство             | 1911          | 1971         | |
| Саудівська Аравія                | Джидда        | Консульство (де-факто) |               | 2017         | Повноваження віднесені до представництва в Ер-Ріяді |
| Сан-Томе і Принсіпі              | Сан-Томе      | Посольство             |               | 2016         | |
| Соломонові Острови               | Хоніара       | Посольство             |               | 2019         | |
| ПАР                              | Преторія      | Посольство             | 1976          | 1998         | |
| ПАР                              | Йоганнесбург  | Консульство            | 1912          | 1998         | |
| ПАР                              | Йоганнесбург  | Консульство (де-факто) | 1998          | 2009         | |
| ПАР                              | Кейптаун      | Консульство            | 1973          | 1998         | |
| Сенегал                          | Дакар         | Посольство             |               | 1964         | |
| Швейцарія                        | Цюрих         | Посольство (де-факто)  | 1973          | 2007         | Об'єдналося з представництвом в місті Берн |
| Швейцарія                        | Лозанна       | Консульство (де-факто) | 1979          | 1994         | Переїхало до міста Берн |
| Того                             | Ломе          | Посольство             |               | 1972         | |
| Тонга                            | Нукуалофа     | Посольство             |               | 1998         | |
| Уругвай                          | Монтевідео    | Посольство             | 1957          | 1988         | |
| Уругвай                          | Монтевідео    | Посольство (де-факто)  | 1992          | 2002         | Планувалось тимчасове закриття, однак, воно стало постійним. Повноваження віднесені до представництва в Аргентині.                                                               |
| США                              | Вашингтон     | Посольство             | 1912          | 1978         | |
| США                              | Канзас-Сіті   | Консульство            | 1974          | 1978         | |
| США                              | Канзас-Сіті   | Консульство (де-факто) | 1985          | 2015         | Переїхало до міста Денвер |
| США                              | Чикаго        | Consulate              | 1930          | 1979         | |
| Венесуела                        | Каракас       | Посольство (де-факто)  | 1974          | 2009         | |

## Галерея

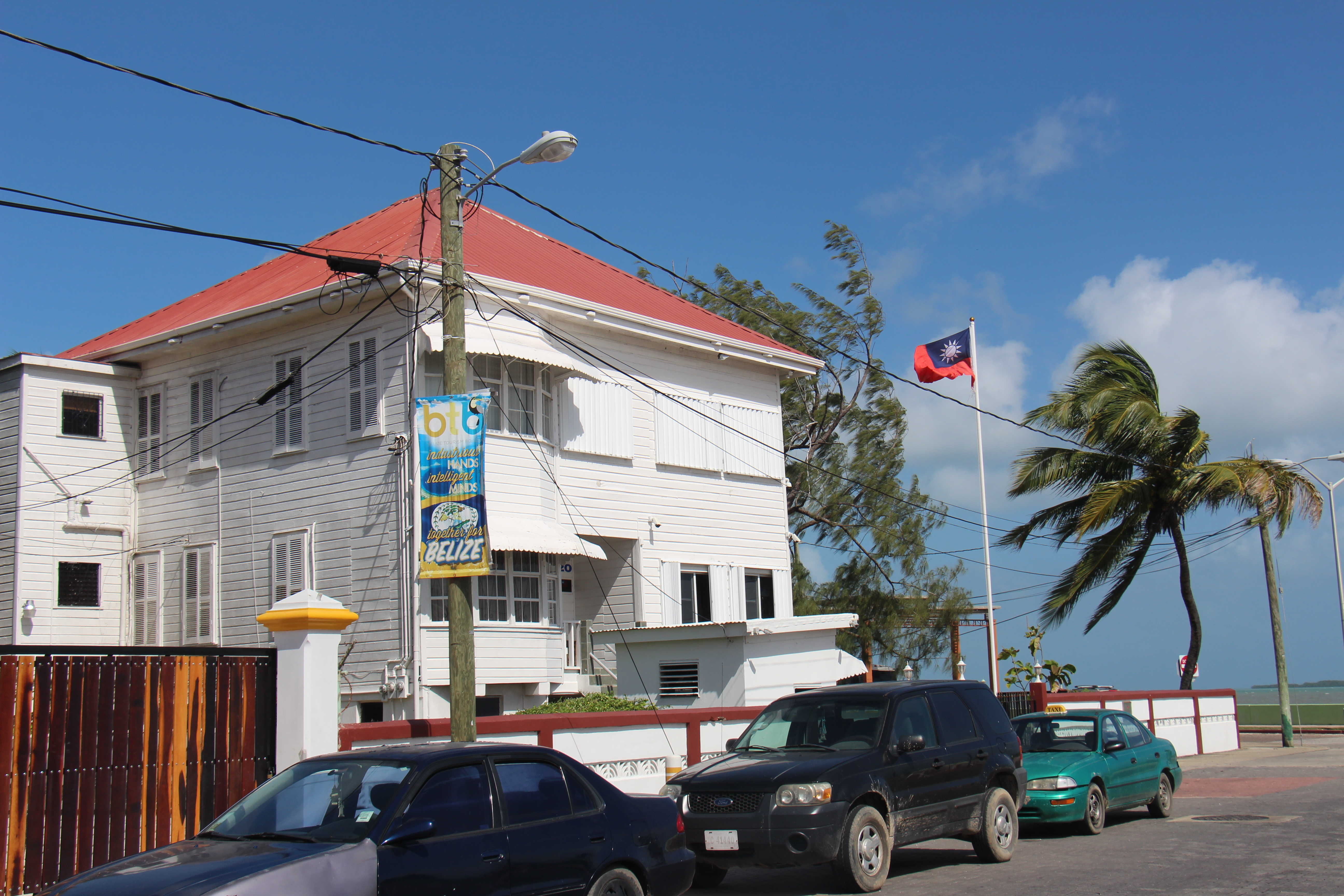
Посольство в Белізі
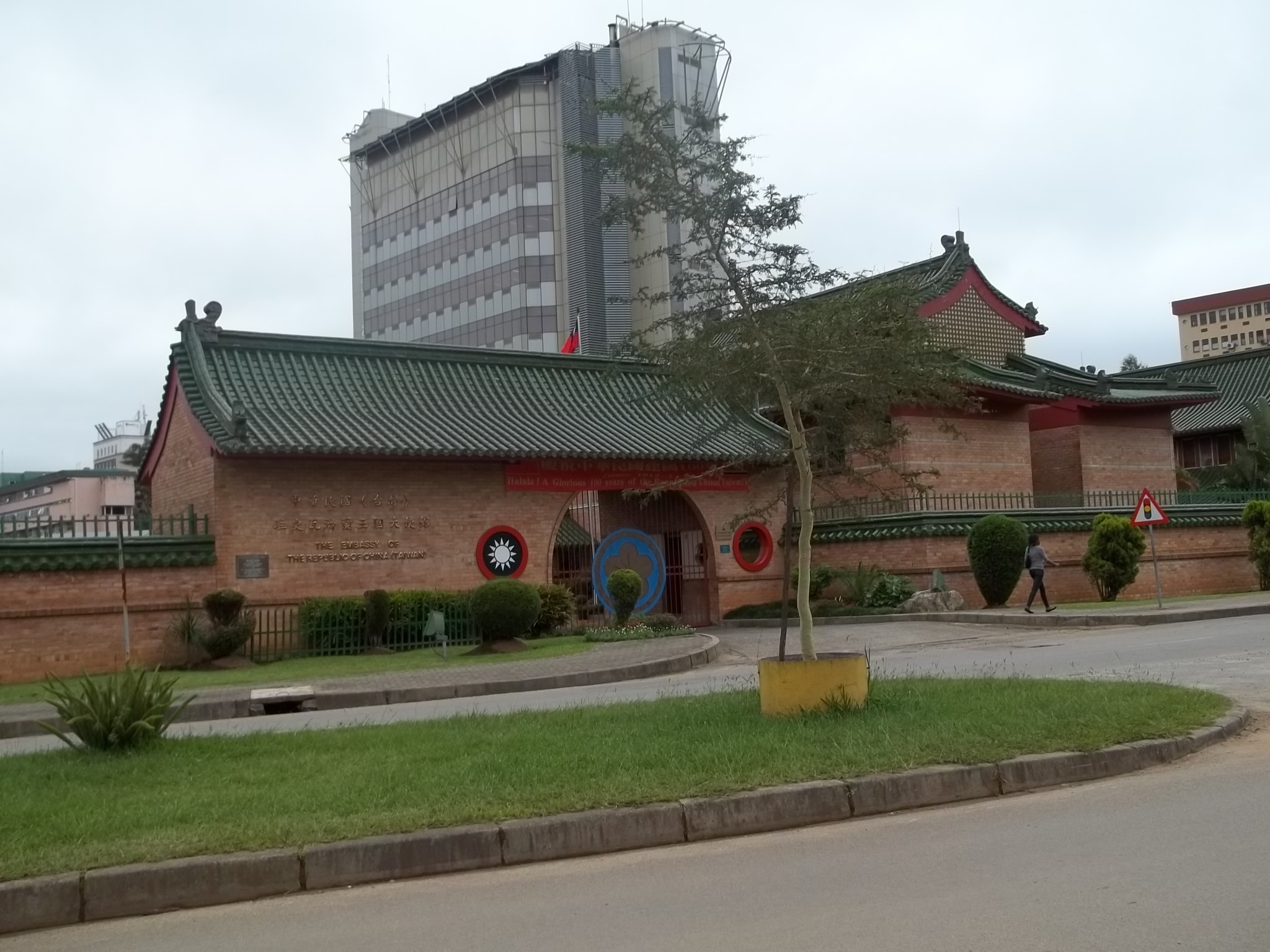
Посольство в Есватіні
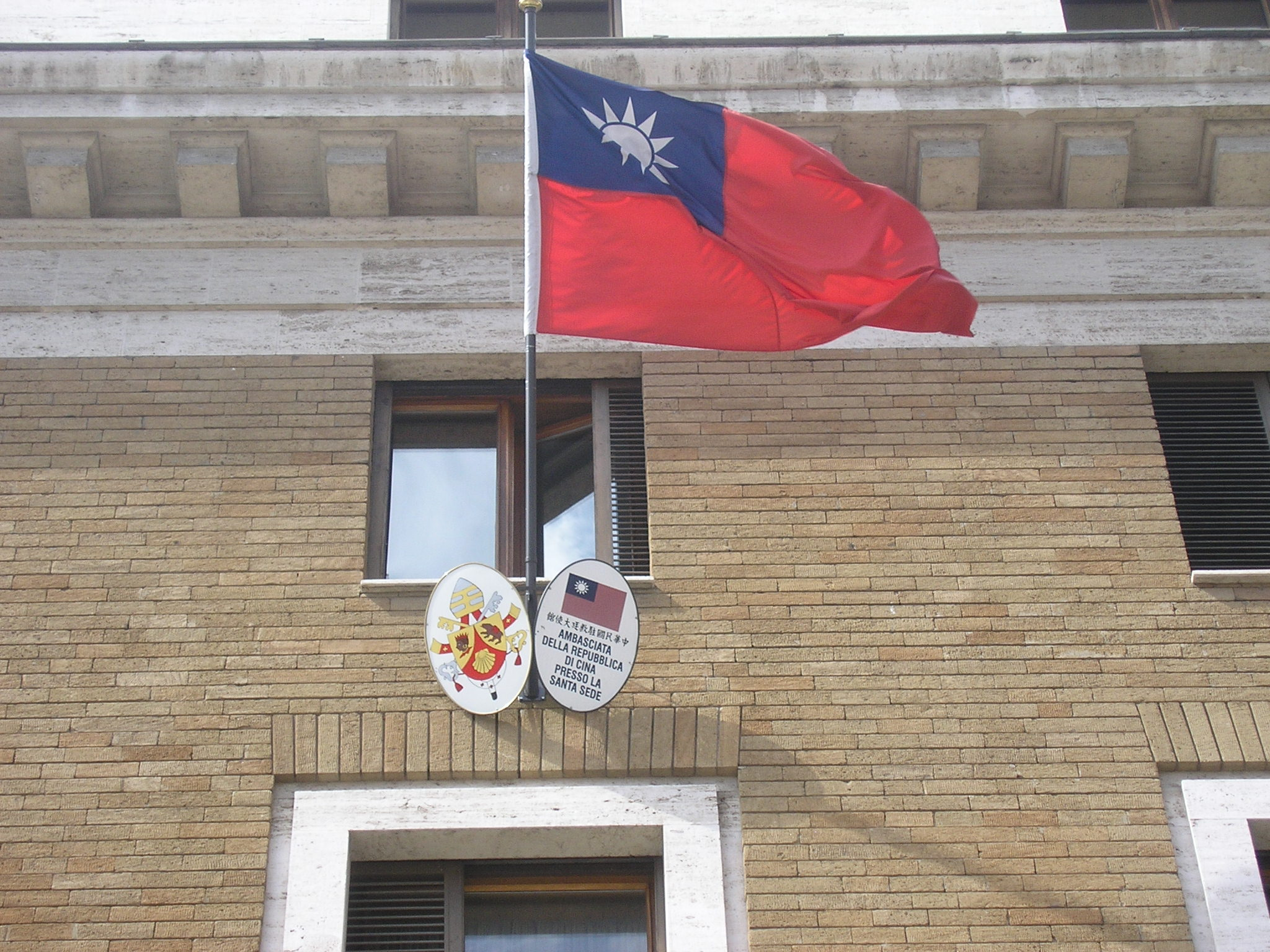
Посольство у Ватикані
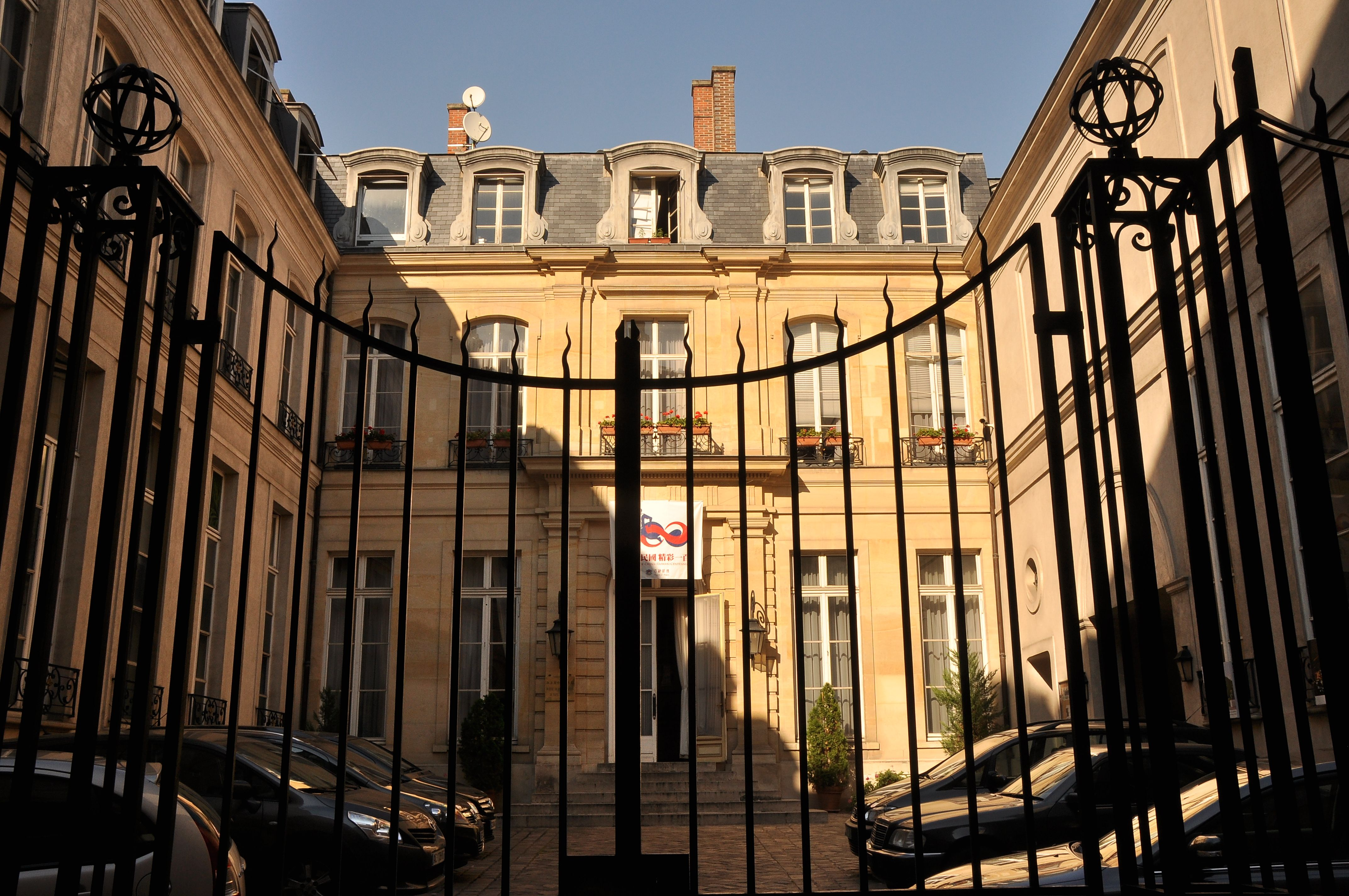
Представництво у Парижі, Франція
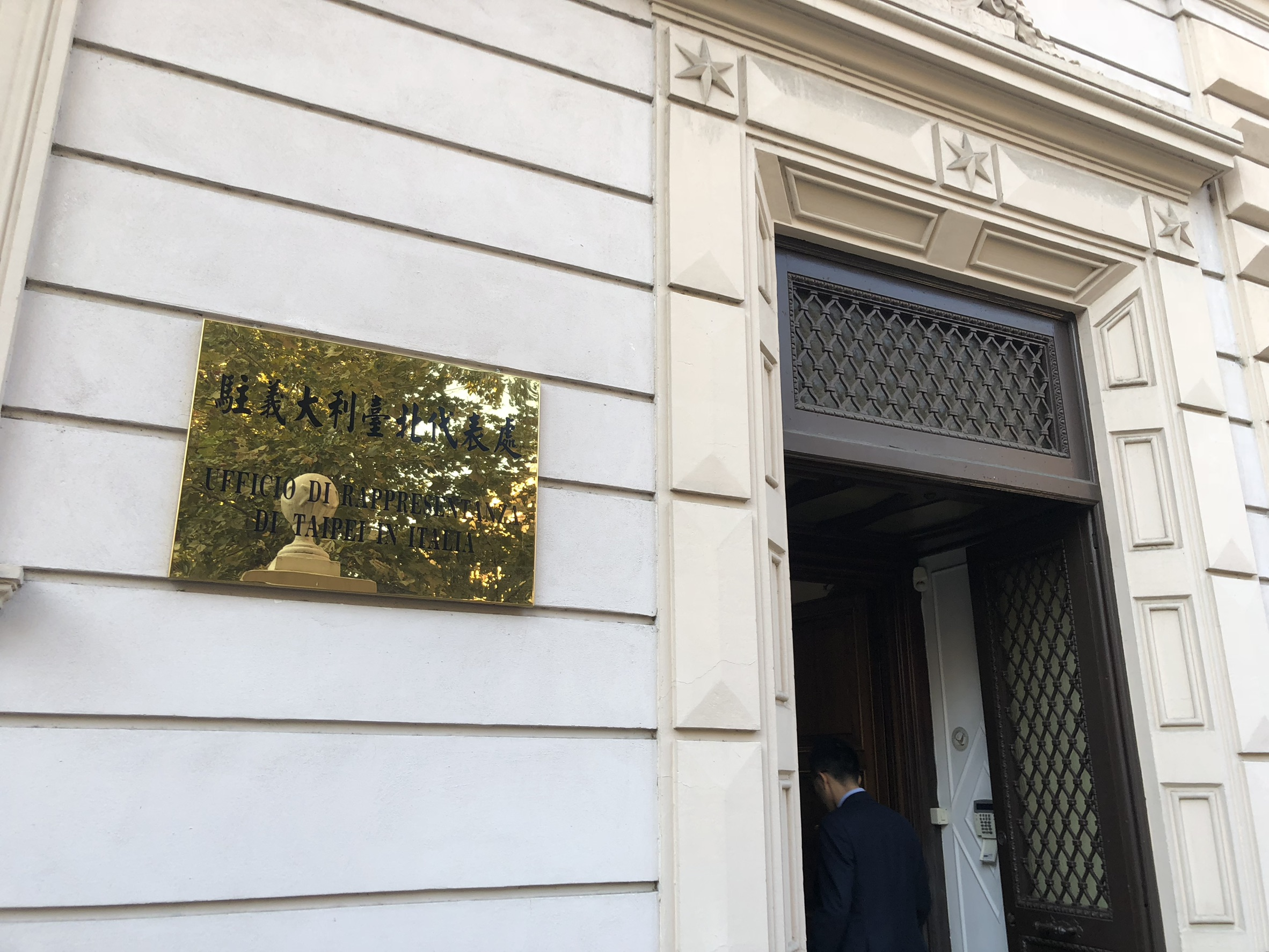
Представництво в Римі, Італія
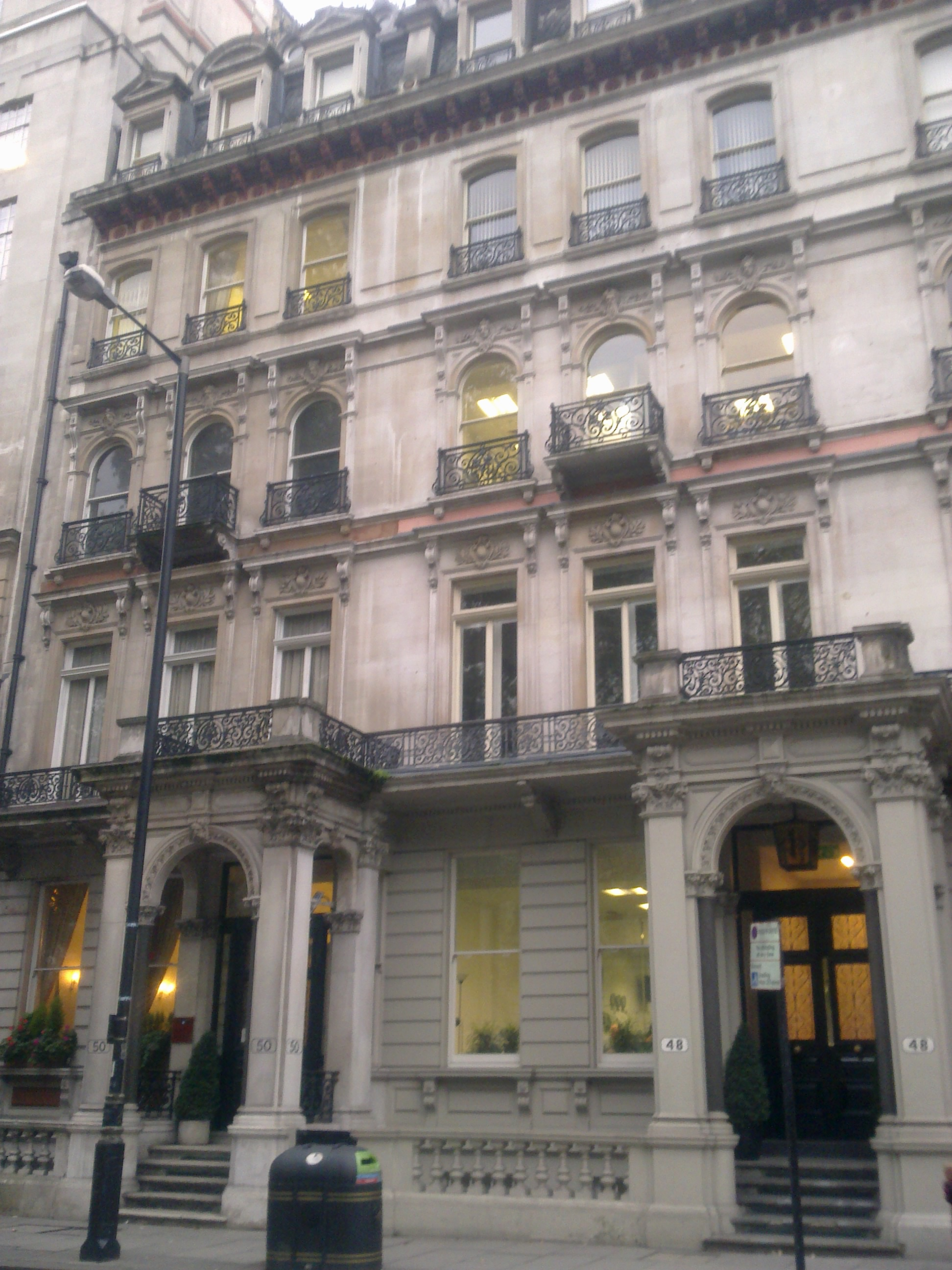
Представництво в Лондоні, Велика Британія
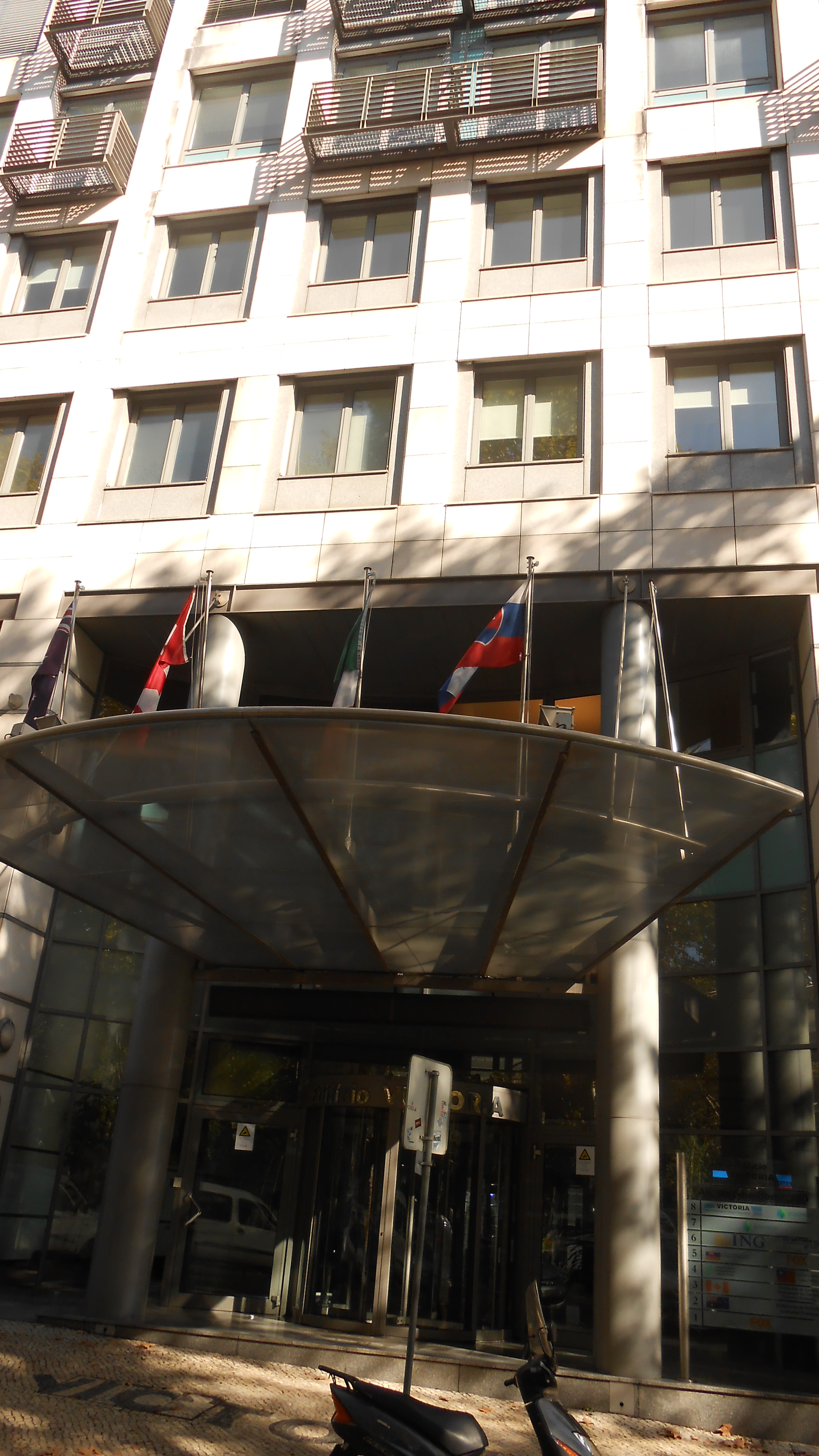
Представництво в Лісабоні, Португалія
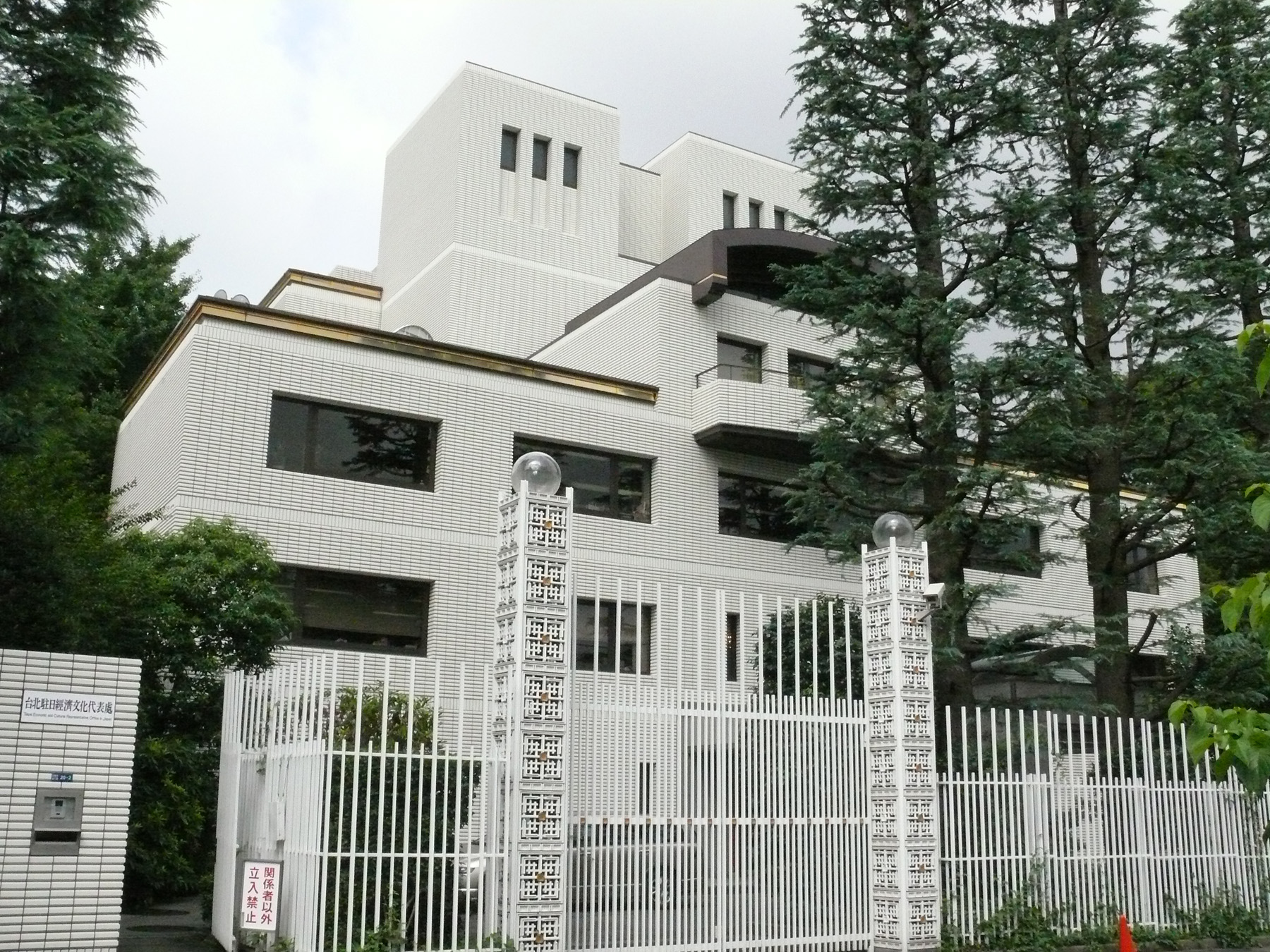
Представництво в Токіо, Японія
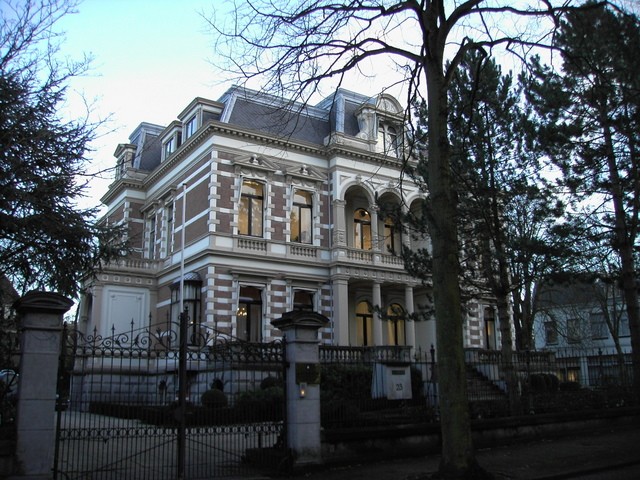
Представництво в місті Гаага, Нідерланди
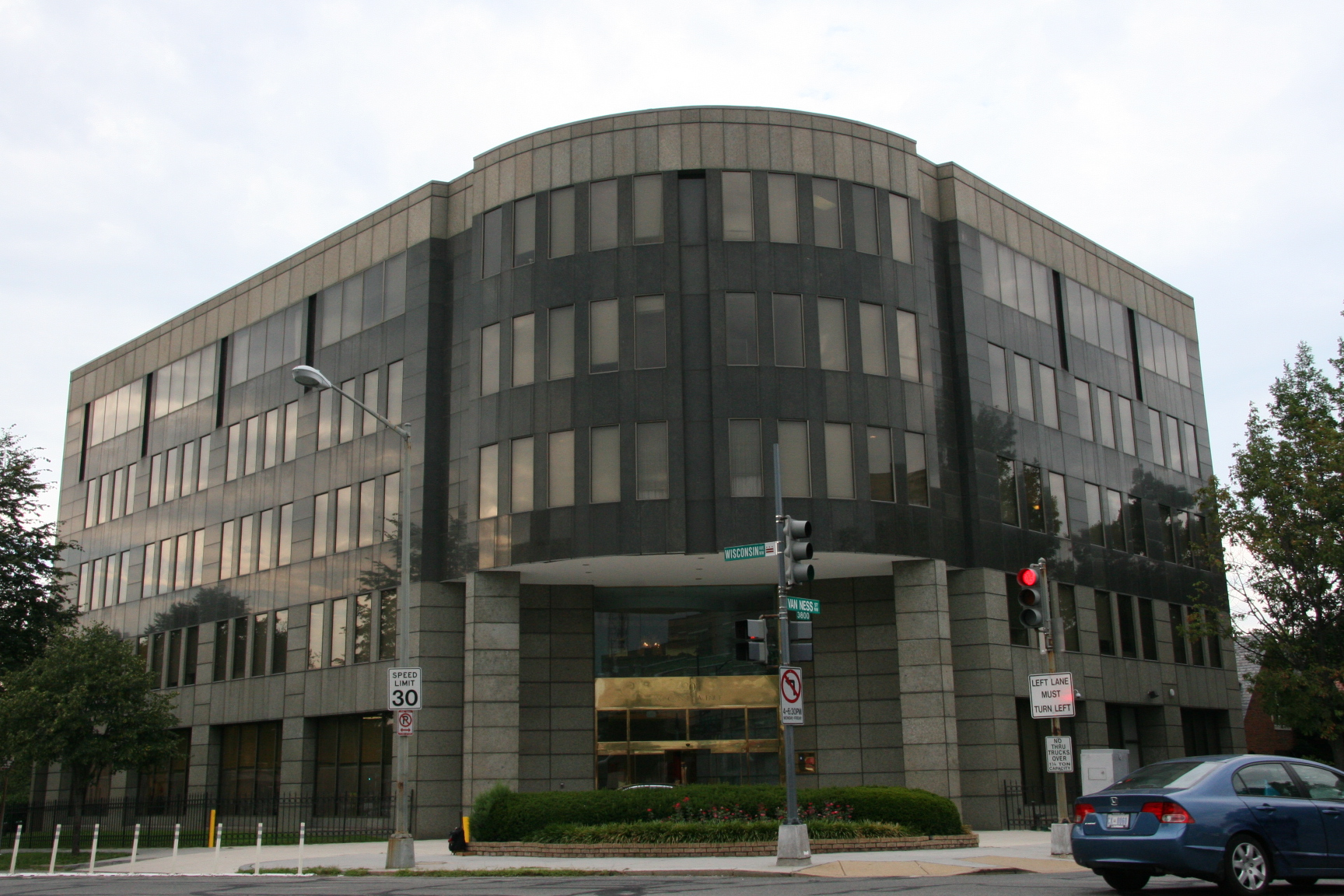
Представництво у Вашингтоні, США
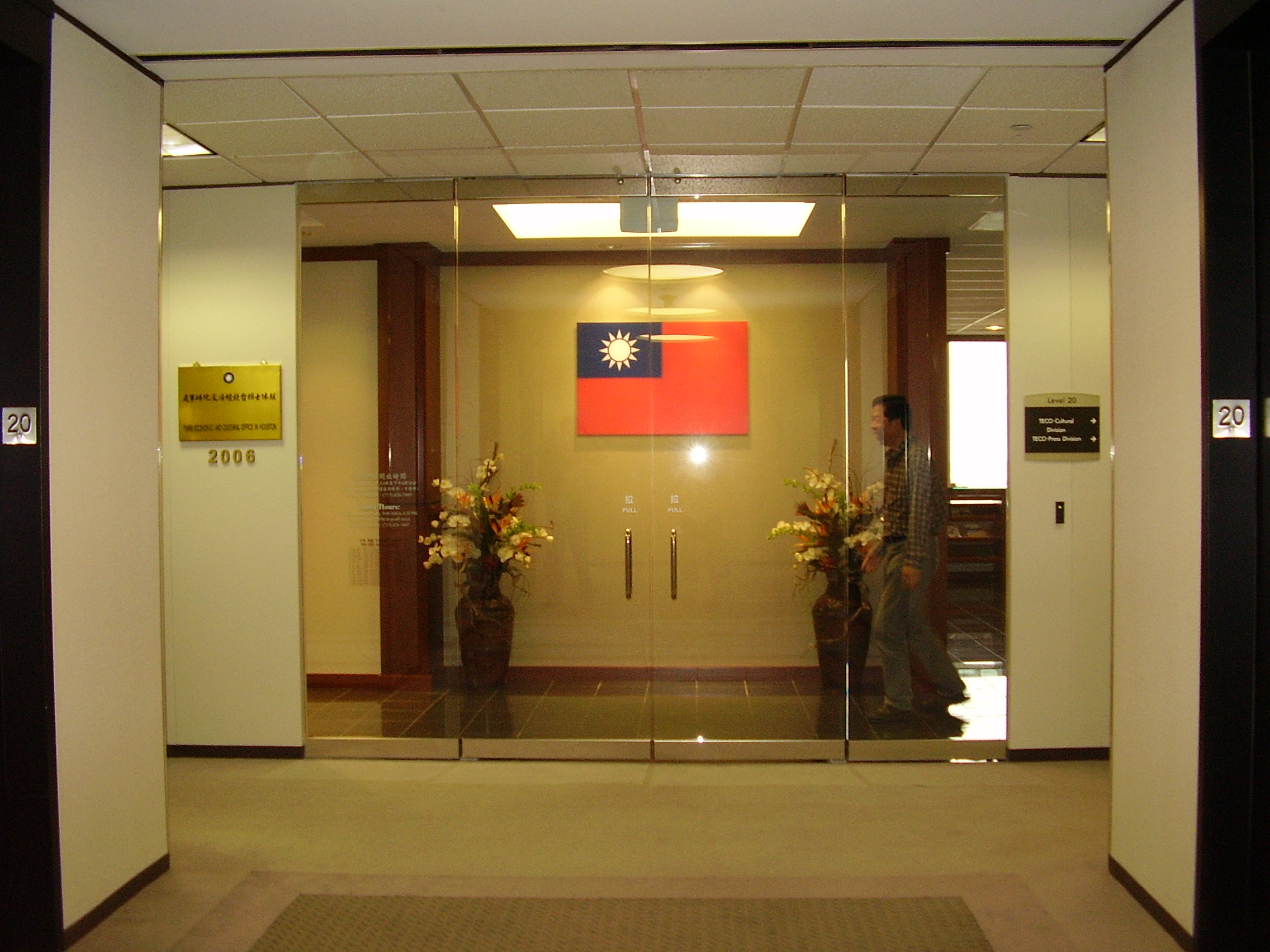
Представництво в Г'юстоні, штат Техас, США
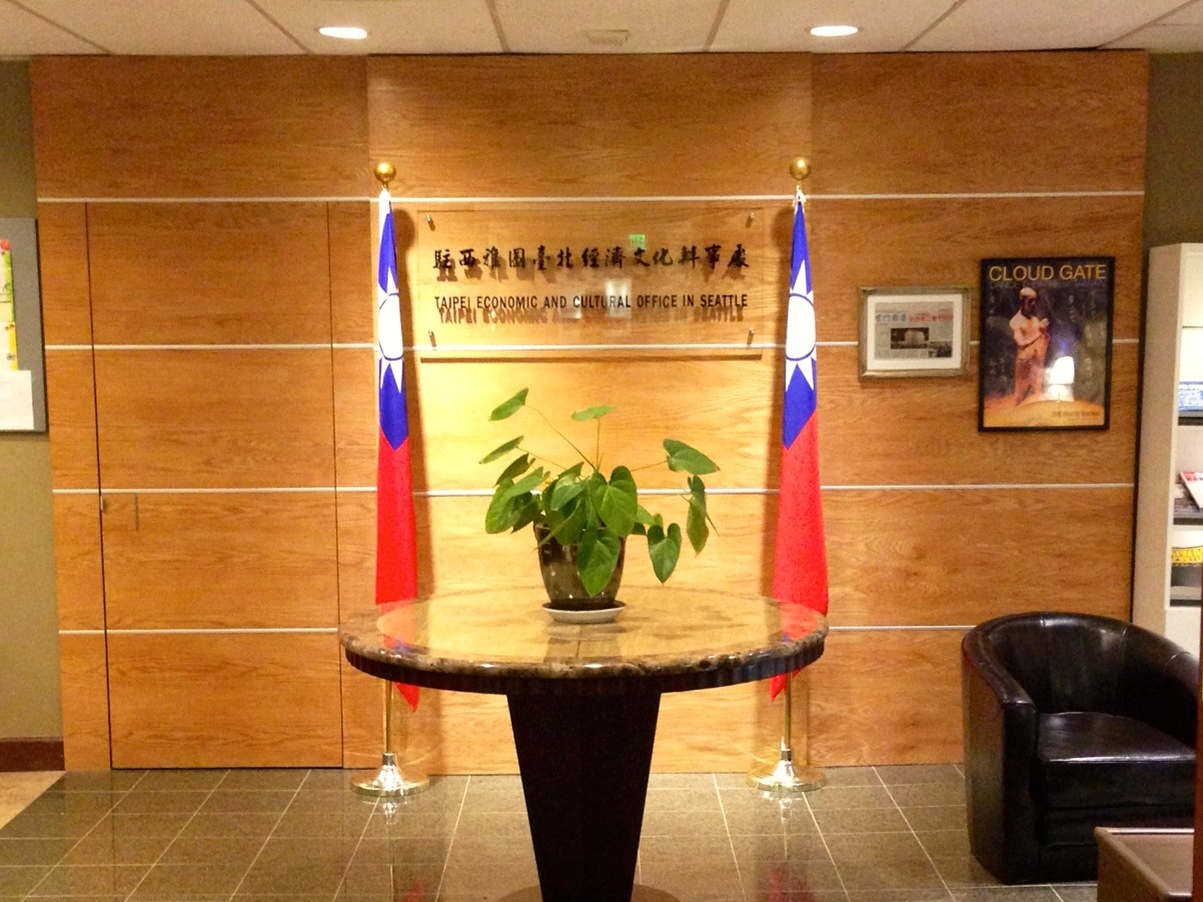
Представництво в Сіетлі, штат Вашингтон, США
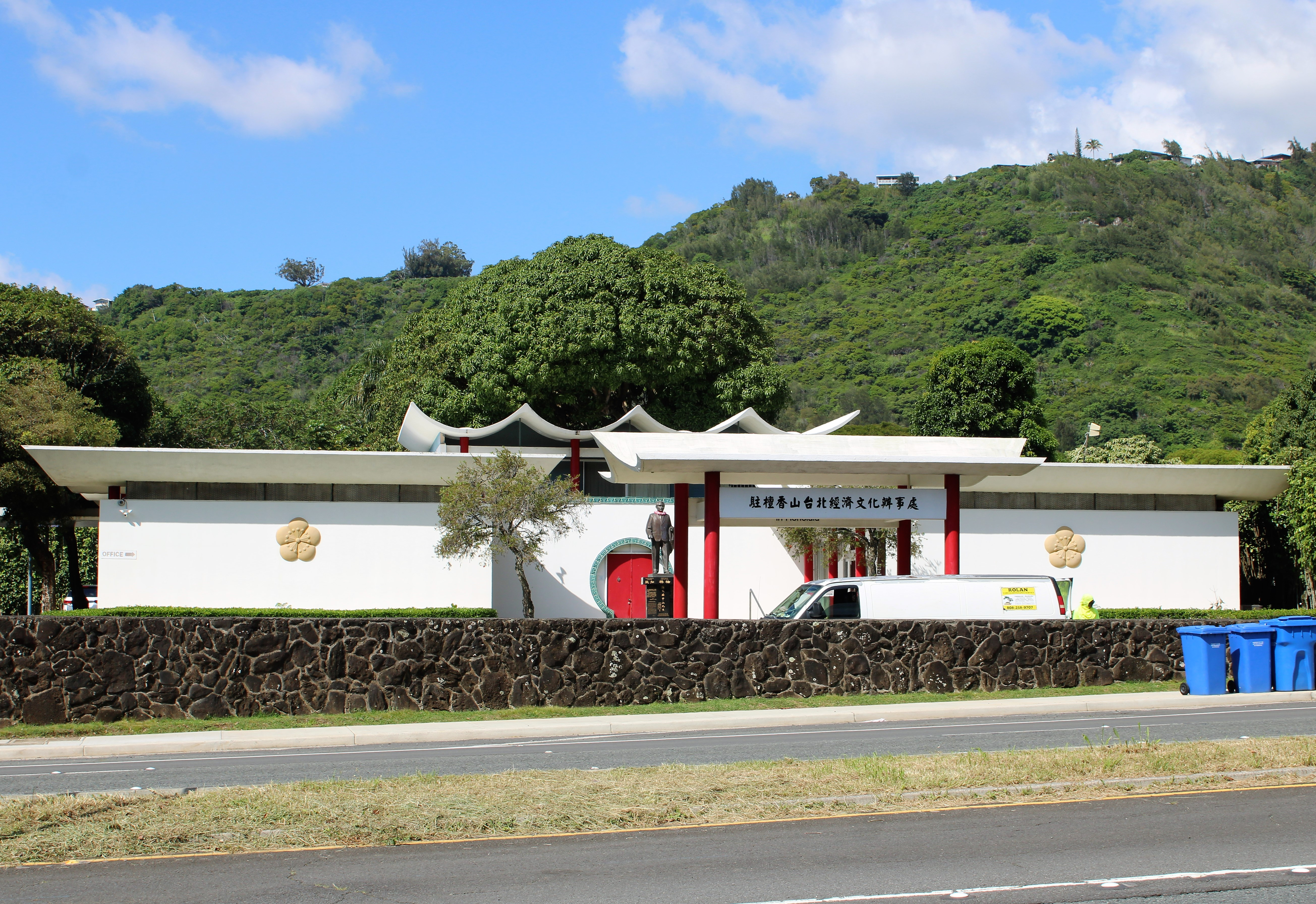
Представництво в Гонолулу, штат Гаваї, США
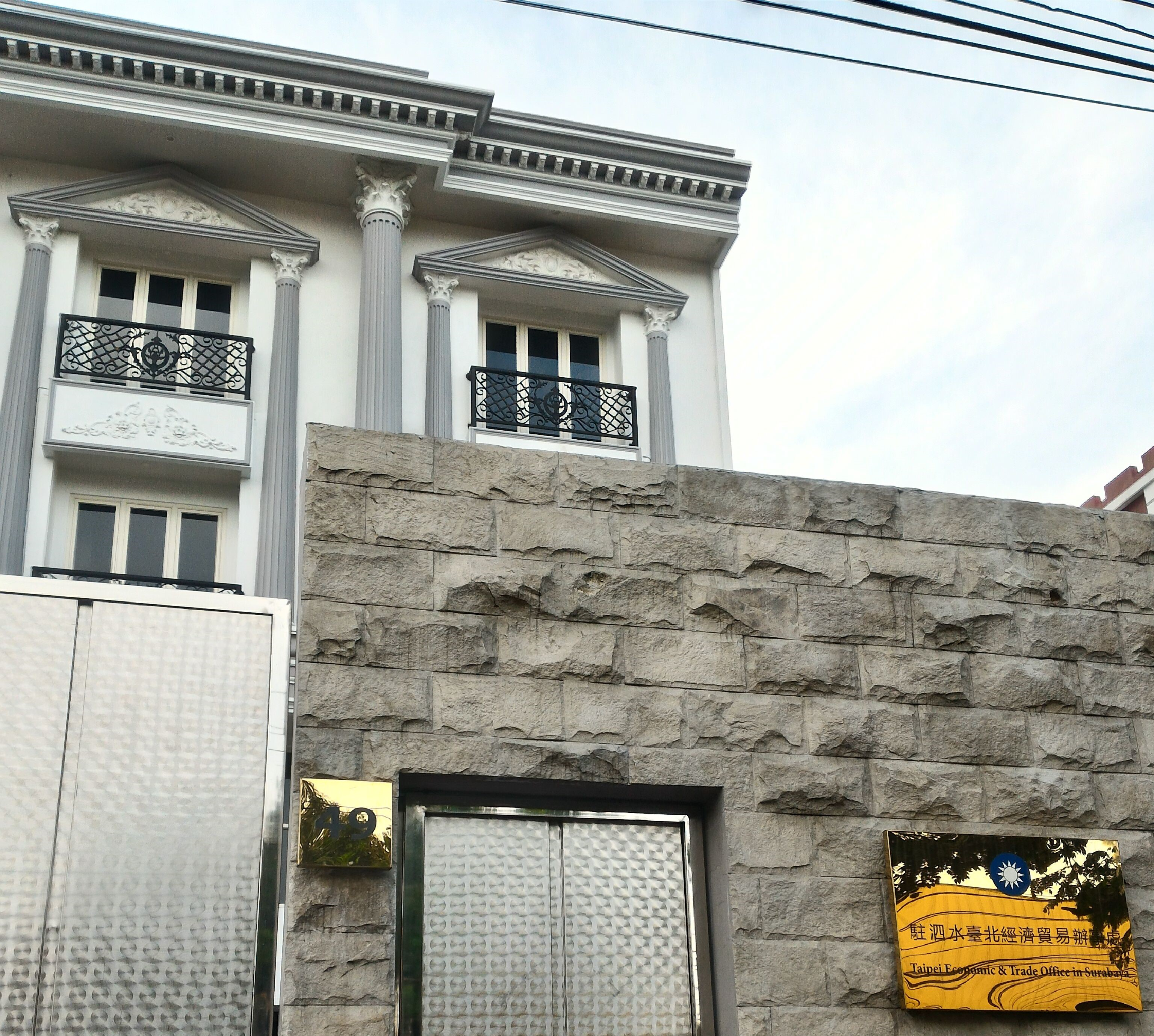
Представництво в Сурабаї, Індонезія
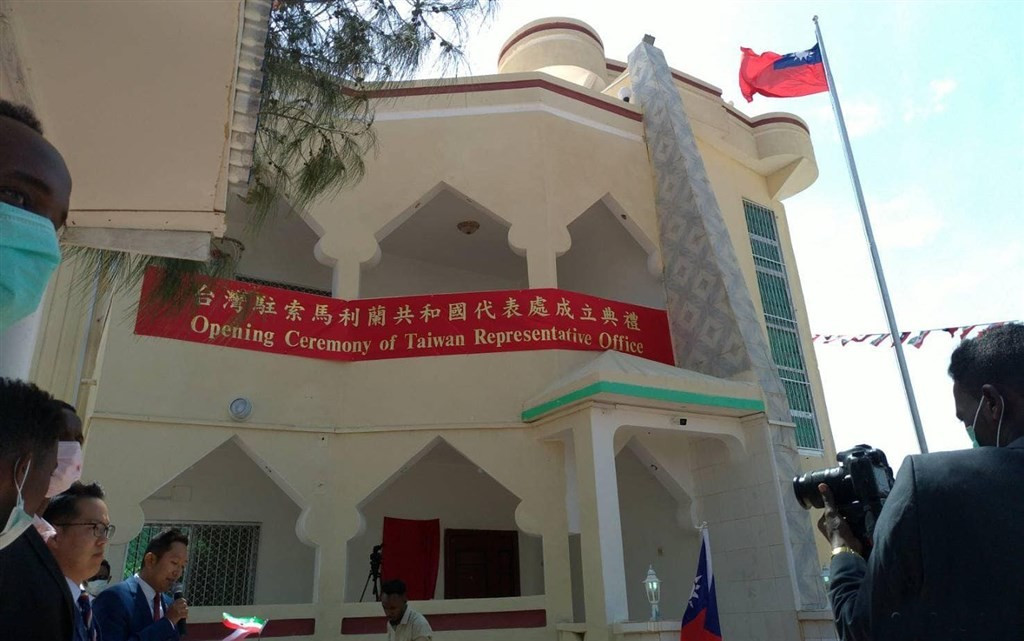
Представництво в Сомаліленді